# 瓦雷兹河
瓦雷兹河（法語：Varèze，法語發音：[vaʁɛz]）是法国奥弗涅-罗讷-阿尔卑斯大区伊泽尔省的河流，是罗讷河的左支流，长40千米，发源自阿尔宰，于罗讷河畔圣阿尔邦流入罗讷河。